# Lenoir City
Lenoir City is een plaats (city) in de Amerikaanse staat Tennessee, en valt bestuurlijk gezien onder Loudon County.

## Demografie
Bij de volkstelling in 2000 werd het aantal inwoners vastgesteld op 6819.
In 2006 is het aantal inwoners door het United States Census Bureau geschat op 7703, een stijging van 884 (13.0%).

## Geografie
Volgens het United States Census Bureau beslaat de plaats een oppervlakte van
16,2 km², waarvan 16,1 km² land en 0,1 km² water. Lenoir City ligt op ongeveer 256 m boven zeeniveau.

## Plaatsen in de nabije omgeving
De onderstaande figuur toont nabijgelegen plaatsen in een straal van 20 km rond Lenoir City.